# 気仙沼市東日本大震災遺構・伝承館
気仙沼市東日本大震災遺構・伝承館（けせんぬましひがしにほんだいしんさいいこう・でんしょうかん）は、宮城県気仙沼市にある東日本大震災の震災遺構。
東日本大震災（以下「震災」と略記）による死者・行方不明者が1,366名に上った気仙沼市において、復興の目標に「津波死ゼロのまちづくり」を掲げる同市が、震災の記憶と教訓を地域と世代を超えて人々に伝えること、防災・減災教育の充実、市内外の人々の交流促進拠点創出を目的として2019年3月に開設した。
震災で被災した旧宮城県気仙沼向洋高等学校の一部校舎をほぼ震災当時のままで保存し、新たに整備された展示や映像上映などの施設とあわせて、震災の記録を伝えている。

## 震災時の気仙沼向洋高校
（本節の出典は、特記ない限りによる）

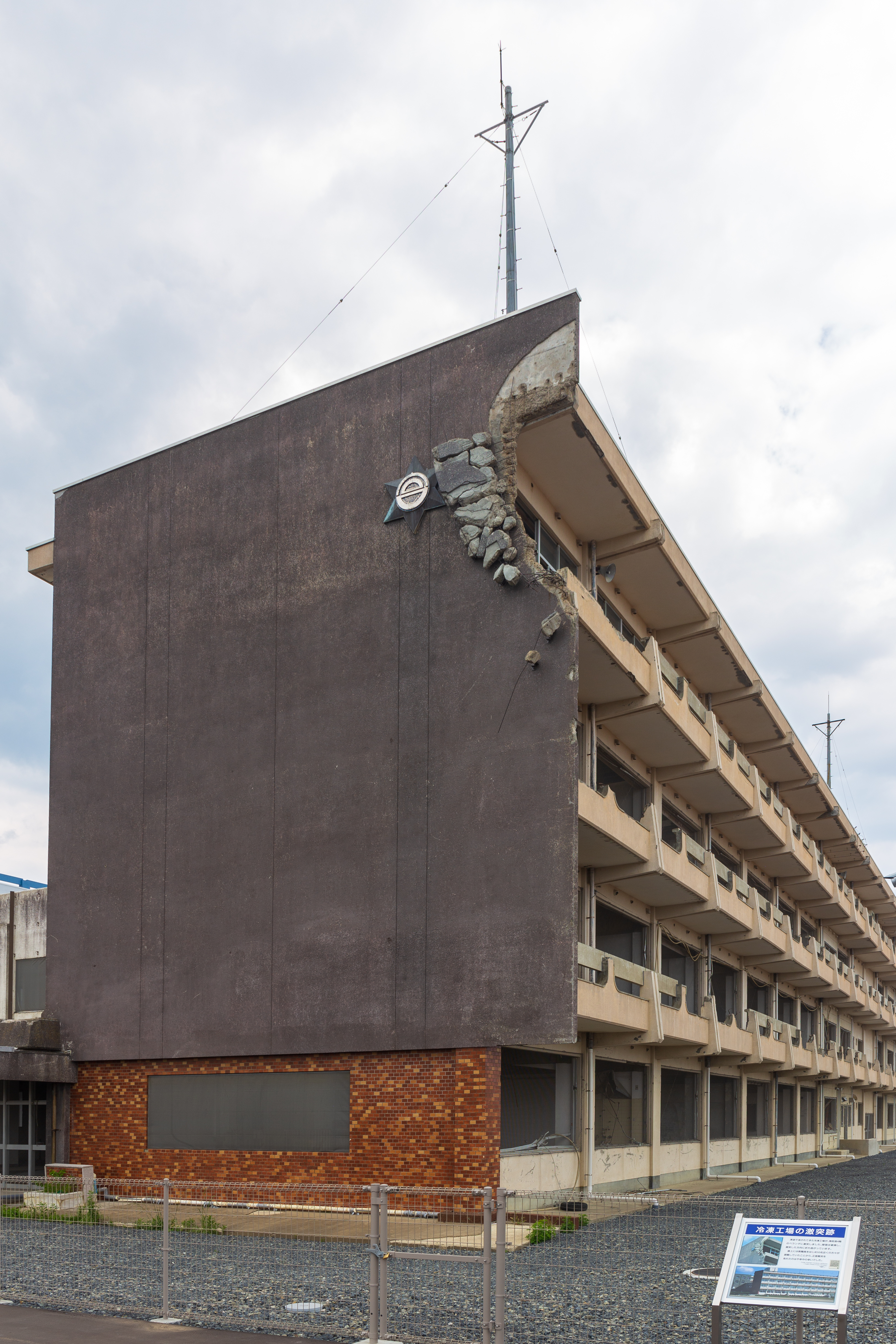
津波で流されてきた冷凍工場建物が衝突した南校舎4階部分

震災が発生した2011年（平成23年）3月11日、気仙沼市の岩井崎近くにあった気仙沼向洋高校では、この日が平成22年度最後の授業日であった。同月1日に卒業式が行われていたため3年生は学校におらず、登校していたのは1年生・2年生あわせて約220名の生徒であった。授業は正午近くに終わり、その後は部活動や補習、ホームルームで約170名が学校に残っていた。教職員は9日に実施された一般入試学力検査の採点を終え、合格発表に向けた準備を進めていた。
当時、生徒の教室がある北校舎は大規模改修工事の最中で、生徒たちは校庭に設置されたプレハブの仮設校舎を使用していた。また、職員室がある南校舎は、入試関連業務のため当日は午後から生徒の立ち入りが禁止されている状況であった。
14時46分、三陸沖を震源とする地震が発生し、気仙沼市内では震度5強から6弱の揺れを観測した。揺れの強さは校内のプールが大きく波打ち、電線がうねるほどであった。野球部員たちが練習していた野球場では地割れが起き、膝の高さまで水が噴き出した。
地震を受けて、屋外にいた生徒たちのほか、プレハブ校舎内や屋内運動場の生徒たちも外に出てきて校庭に避難した。南校舎1階の事務室では、地震発生後すぐに教職員約20名が自然と集まり情報収集に当たった。地震の情報を得ようとしたテレビは停電のため映らなかったが、教員のひとりが持っていたワンセグ携帯電話により、付近に6 - 7メートルの津波が予想されているという情報が得られた。このため、生徒たちは教職員27名の誘導で避難を開始した。地震発生から5分後のことであった。
海岸から約500メートル、海抜1メートルの低地にあった同校では、火災発生の場合と地震発生の場合の2通りの避難計画を定めていた。本来、地震発生時の場合は校舎の4階に避難することとされていたが、上記のような事情もあり、火災の場合の避難場所として指定されていた近隣の地福寺（海抜8メートル）に移動することになった。生徒のうち数名は腰を抜かして動けない状態だったため、教員が自家用車に乗せて運んだ。部活中だったためにTシャツ・短パンという軽装のまま学校を後にした生徒もいた。
同校から約300メートルの地福寺は、チリ地震の際も影響を受けておらず安全な場所とみなされており、また境内が広く生徒たちを集合させるのに都合のよい場所であった。しかし、寺に到着して生徒たちの点呼を取ろうとしたところで、教職員の中から「この場所も危険だ。もっと高い場所に避難すべき」と強く主張する意見があがった。寺の住職も同じ考えであったことから、生徒たちはさらに1.2キロメートルほど離れた陸前階上駅（海抜16メートル）へ向かうことになった。これは、寺よりも高い場所で、かつ生徒たちが全員集合できるスペースを検討した結果であった。
余震が続き、落下物の危険もある状況であったため、教職員は自然発生的に列の先頭・中間・最後尾に分かれて生徒たちを誘導していた。駅までの間、教職員は地域住民に会うたび声をかけて避難するよう促したが、住民たちの多くは地震の後片付けに忙しく避難の動きを見せなかった。生徒たちが陸前階上駅に到着したのは、地震発生から20分後であった。
そのころ校内では、生徒が残っていないことを確認後、指導要録や入試のデータ、事務室内の重要書類などを、残った教職員が南校舎3階まで運び上げていた。また、情報部の職員の機転により、2階の印刷室からサーバ機器も運び出された。3階が選ばれたのは、前年に起きたチリ地震の際の津波では3階は安全圏だったからという管理職の判断によるものであった。ところが、その後入った情報で、津波の高さは10メートルを超える規模であることがわかった。管理職の指示で教職員たちが荷物をさらに上の4階に運び直していたところで、津波の第1波が校舎に到達した。地震発生から37分後のことであった。
一方、陸前階上駅では、生徒たちが駅前広場に集まって腰を下ろしていたところだった。その時、駅の山側を南北に通る国道45号方面より「何をしている！ そこまで津波が来ているんだぞ」と叫ぶ住民の怒声が聞こえた。教職員のひとりが国道に上がり様子を見に行ったところ、実際に国道の南方面では津波が横切って山側に流れ込んでいた。これを受けて教職員は生徒たちをまず国道へ、そしてさらに数百メートル先の階上中学校（海抜32メートル）まで避難させた。恐怖のあまり動けなくなる生徒もおり、教職員が肩をかついだり背負ったりして連れていった。階上中学校に生徒たちが着いたのは、地震発生から45分後であった。校舎からの総移動距離は2キロメートルを超えたが、避難の様子を撮影するほどの余裕は誰にもなく、写真や映像を記録していた者はいなかった。
そして津波が襲来した校内では、教職員および北校舎の改修工事に当たっていた26名の工事関係者が、南校舎の屋上に避難していた。普段は施錠されている屋上だったが、職員のひとりがマスターキーを持ってきていたため出ることができた。津波の第1波は腰上ほどの高さだったが、続いてやってきた第2波・第3波は、さながら黒い巨大な壁のようであり、教職員たちの目視では校舎を飲み込まんばかりの高さであった。教職員の一部には怖いと泣き叫ぶ者や、もはや逃げられないと覚悟した者もいたが、一方で少しでもさらに高いところへ避難しようと、足場を組んで屋上の鉄塔や階段室の上に登った者もいた。しかし、校舎手前にあった鉄筋造りの冷凍工場などの建物が盾になる形で津波の勢いを和らげたため、浸水は4階建て校舎4階の床上1メートルほどの高さ（地上から約12メートル）で留まった。校舎横にあった屋内運動場は、屋根が紙屑のようにくしゃくしゃに剥ぎ取られ、また津波が直撃した冷凍工場が押し流されてきて校舎4階角のベランダに衝突したものの、教職員・工事関係者たちのいた屋上は被害を避けることができた。
難を逃れた教職員・工事関係者たちは、日が暮れるころになって波が引いたのを見計らい、南校舎に比べて被害の小さかった北校舎に移動し、外したカーテンにくるまるなどして暖を取りながら一夜を明かした。同校に避難していた近隣住民3名、家と一緒に同校敷地内まで流されてきた住民2名もあわせ、地震発生から約20時間後までに全員が救出された。生徒たちの当初の避難先だった地福寺は津波で流され全壊したが、生徒たちと誘導の教職員はみな階上中学校に避難し無事であった。結果的に、地震発生時に校内にいた生徒・教職員たちは、ひとりも犠牲者を出すことなく全員が生存した。
校舎3階に留め置かれた書類は流失したものの、津波到達前に4階まで運ばれていた書類は、この階にあったキャビネットの上部に退避させていたため散逸を免れた。また、書類やデータの保管場所を多くの教職員が把握していたため迅速に運び出せたことや、4階を担当していた職員が地震発生後にこの階のすべての部屋を解錠していたことも幸いした。
当時同校で勤務していた教員の記録では、人的被害が出なかった要因として、屋上への津波到達・冷凍工場建物の直撃がいずれも避けられたなどの幸運な偶然が作用したことのほか、校舎が海に近かったために津波に対する生徒・教職員の危機意識が高かったことや、教職員がそれぞれの立場で打ち合わせなしに臨機応変に動き、事前のマニュアルをも超える行動をとったことなどを挙げ、これらが命を守る結果につながったと推測している。

## 伝承館開館まで

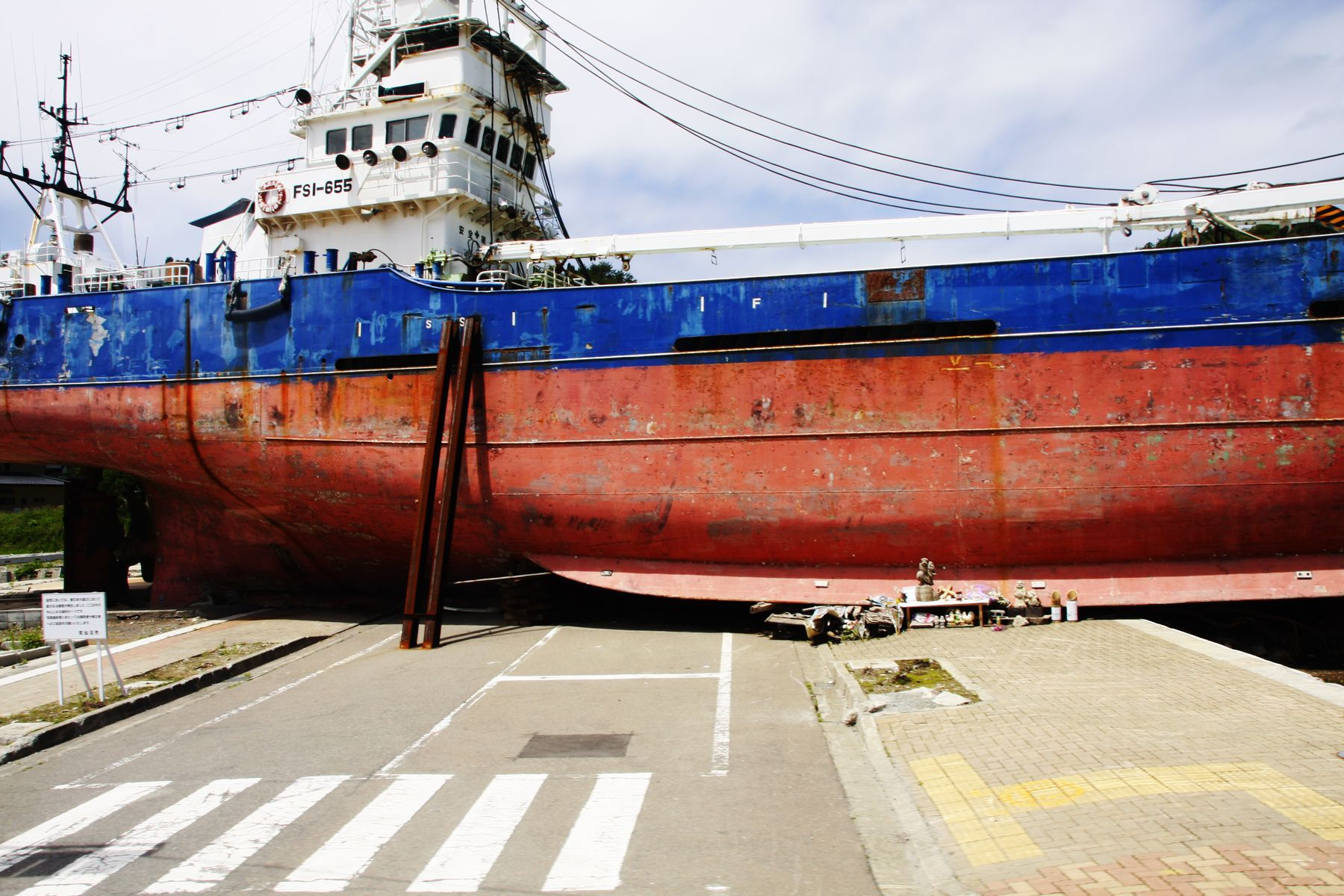
保存が一時検討されていた「第18共徳丸」

震災後、同校ではグラウンドが瓦礫処理場となり立ち入りが禁止され、また一部校舎の床材にアスベストが含まれている可能性があったため、被災した校舎は解体されず手つかずのまま残されていた。北校舎の中の瓦礫はボランティアなどの手によって大部分が片付けられたが、南校舎は震災から3年ほどが経った後でも、2階図書室に本と魚の死骸が一緒になって大量に散乱しているような状況であった。
一方、気仙沼市では、震災発生から3か月後の2011年6月、市内鹿折地区（大船渡線鹿折唐桑駅駅前）に津波で打ち上げられた大型漁船「第18共徳丸」を震災遺構として保存する意向を表明し、船主の会社と同船の無償貸借契約を結んでいた。しかし、河北新報社が実施したアンケートで、地区住民の9割が保存に反対であることが判明、船主からも解体を提案され、結局市は同船の保存を断念して2013年9月に解体撤去した。その後、市が震災遺構のあり方を考えるため、同年11月から合計3回にわたって開催した「気仙沼市東日本大震災伝承検討会議」の報告書の中で、「震災遺構候補」のひとつとして「気仙沼向洋高校」が取り上げられた。また、同会議の期間中である2014年2月、階上地区振興協議会と階上地区まちづくり協議会の連名で市に提出された「階上地区まちづくり計画提案書」において、「旧気仙沼向洋高校の保存」が要望されていた。
市は、続いて2014年10月から合計6回にわたって「気仙沼市東日本大震災遺構検討会議」を開催した。ここでは、上記「気仙沼市東日本大震災伝承検討会議」の内容を踏まえ、国からの復興交付金を活用して整備する震災遺構の候補として同校をあげ、その保存および活用方法についての検討が行われた。同会議の報告書では、「旧気仙沼向洋高校は保存すべき」との結論が出された。また、同会議と並行して、市は同校保存に向けた調査も進めており、その報告書が2015年3月に公表された。その結果、同校校舎の施設について、不同沈下・鉄筋の腐食はいずれも見られず、コンクリートの圧縮強度・中性化深さ・塩化イオン含有量とも基準を満たしており。一般公開に耐えうる状態であることが確認された。また、この調査報告書では、校舎をすべて原状保存する場合、一部撤去する場合、一部を他用途に活用する場合など数パターンの案が提示された。
2015年5月、市は同校の南校舎を震災遺構として保存する方針を発表した。この時は、保存の対象は南校舎のみとする計画であったが、2016年12月に三陸ジオパーク気仙沼推進協議会と市観光課などが初めて一般向けに同校を公開するツアーを実施したところ、参加者のアンケートでは南校舎以外の部分も保存を希望する意見が多数を占めた。これを受け、市は急遽、保存の範囲を広げ、解体予定だった北校舎を含めほぼすべての校舎を保存することとした。同校は宮城県立高校であり所有者は宮城県であるため、2017年4月に土地と建物を県から市に譲渡する契約が取り交わされた。
市は同校の保存整備にあたって、ありのままの実態を可能な限り来館者に見てもらうため、校舎内部へ立ち入って見学できるようにする前提で検討を行ったが、校舎内部が破損したままの状態で残すなど、建築基準法に適合しない場合に該当することが障害となった。市は当初、すでに震災遺構として公開されていた岩手県宮古市のたろう観光ホテルを参考に、同法の適用を受けようとしたが、県建築審査会への事前照会で「認可困難」との回答を得た。建築基準法の適用除外のためには、文化財保護法や条例によって建物に現状変更規制をかけたり、保存措置を講じることが条件であるが、文化財の指定は50年以上前に建設された建物であることが前提であり、文化財保護法の適用も不可能であった。そこで、市は2017年3月17日に「気仙沼市東日本大震災遺構保存条例」を制定した。震災で被災した自治体が同種の条例を制定したのはこれが初であった。
これにより整備計画は県建築審査会の審査を通過、2018年1月24日に着工し、コンクリートの劣化防止作業、見学ルート整備などの工事が行われた。2018年9月7日から10日1日まで開催された気仙沼市議会第98回定例会において、保存整備される施設の名称を定めた「気仙沼市東日本大震災遺構・伝承館条例」案が可決され、名称は「気仙沼市東日本大震災遺構・伝承館」と決定した。
復興交付金など総事業費約12億円が投じられて整備された当館は、2019年3月10日に開館した。開館初日は県内外からおよそ1,000人の来館者が集まった。その後も滑り出しは好調で、開館から8か月で目標入館者数の7万5000人に達した。11月25日には内閣総理大臣の安倍晋三が視察に訪れた。
なお、気仙沼向洋高校は、震災直後の2011年4月から本吉響高校・気仙沼西高校・米谷工業高校の近隣3高校に分散し校舎を間借りして授業を行っていたが、同年11月からは気仙沼高校の第2グラウンドに建てられた仮設校舎を使用していた。2018年8月に国道45号沿いの長磯牧通地区に新設された校舎に移転し、現在に至る。

## 施設概要

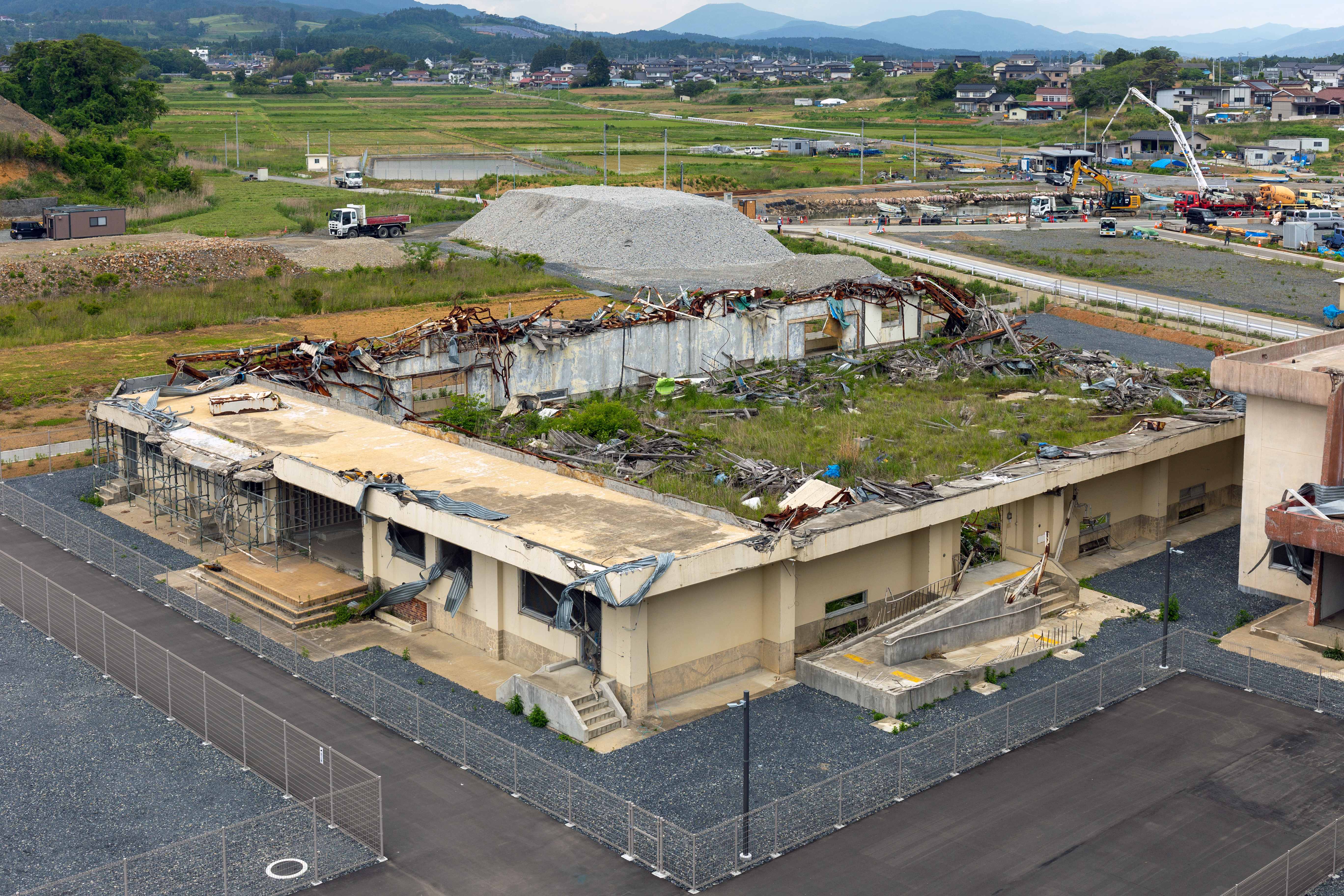
津波で屋根が流失した屋内運動場

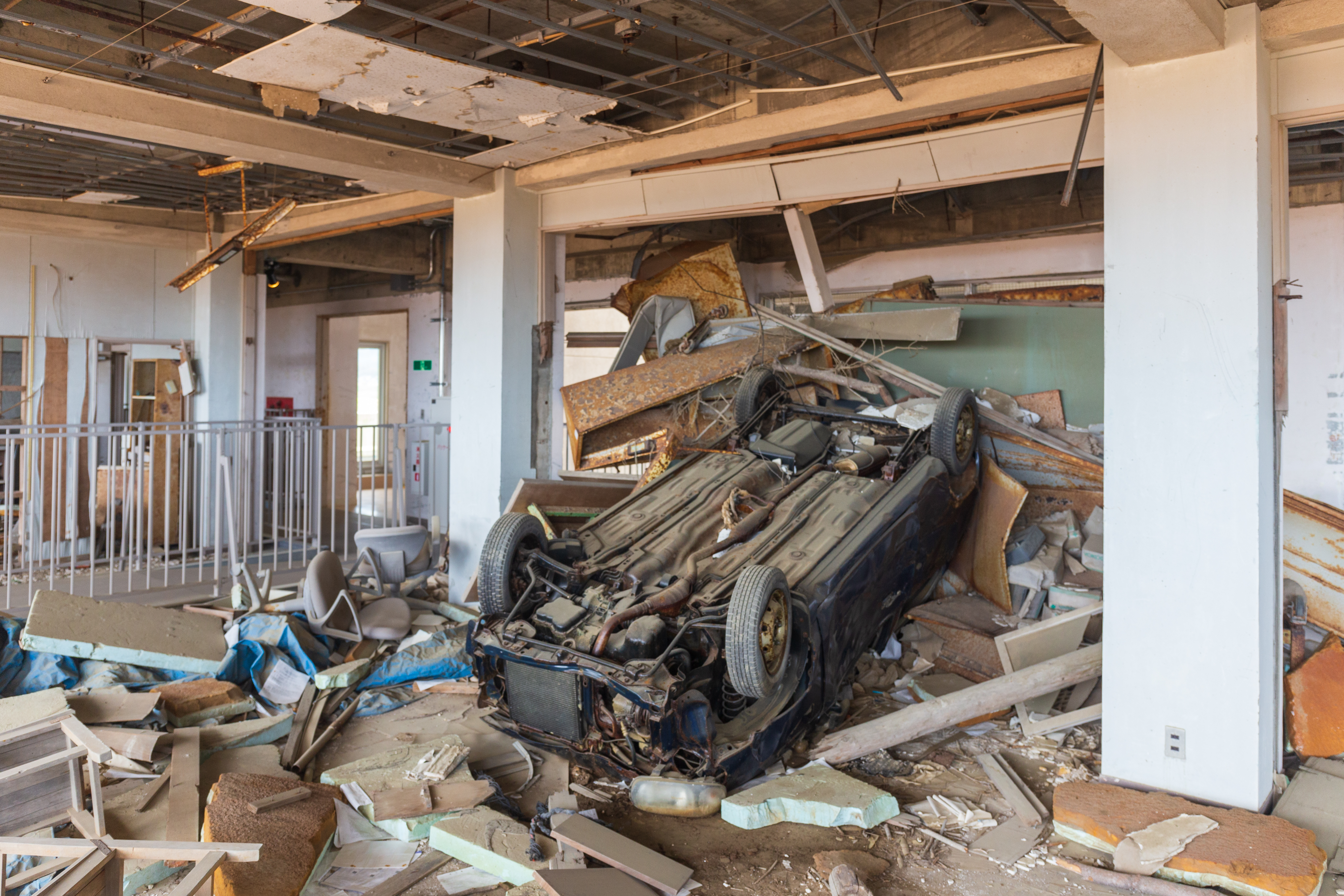
南校舎3階に流れ着いた自動車

当館施設は、震災後に新設された「震災伝承館」、震災遺構の「南校舎」「北校舎」「屋内運動場」「生徒会館」「総合実習棟」からなる。うち、震災伝承館、南校舎の1階廊下・3階/4階の一部・屋上、北校舎の1階廊下は内部の見学が可能である。
見学の流れは、震災伝承館の映像・展示ゾーンから始まり、震災遺構の南校舎・屋外・北校舎を通って、再び震災伝承館に戻ってくるという順路になっている。見学に要する時間は60分から90分ほど。震災遺構の部分は写真撮影が認められている。
震災遺構部分は、屋内に残る瓦礫や漂流物も含めて震災遺構であるという考えから、危険物や腐朽の可能性があったもの以外はすべてが震災時のまま保存されている。校舎の窓ガラスは破損したままで、教室の天井は骨組みがむき出しの状態である。床には椅子・机の残骸や教科書が折り重なり、3階には津波で流れ込んできた自動車がひっくり返った状態で残っている。北校舎と総合実習棟をつなぐ渡り廊下部分には、瓦礫とともに自動車が何台も折り重なって積み上がっている。南校舎屋上では、震災当日ここに避難した教職員が机を使って組み立てた足場が再現されており、屋根のなくなった屋内運動場も下に見ることができる。
一方、遺構を長く保全し、落下物のおそれを避けるため、南校舎の冷凍工場衝突跡はコンクリート片の残骸を展示造作で忠実に再現している。また、バリアフリーの観点から来館者用のエレベーターが設置されているほか、非常時に備えて2つの避難経路を用意しなければならないという消防法の規定に沿うため、非常階段が新たに設けられた。これは、津波で手すりが破損した階段が校舎内に2か所あったためで、非常階段を新設することで手すりの補修は1箇所で済み、一方の階段は手すりのないままの状態で残すことができている。
新たに整備された震災伝承館は、映像シアターや展示室、図書室を備え、震災当時の市内の様子や、被災した住民のインタビュー映像などが展示・上映される。また、震災を経験した地元ボランティアの語り部が、来館者に当時の様子の説明、気仙沼地域の地理的情報、歴史、語り部自身の体験談や教訓を伝える。

### 開館時間・休館日など
- 開館時間
  - 4月 - 9月：9:30 - 17:00（最終受付16:00）
  - 10月 - 3月：9:30 - 16:00（最終受付15:00）
- 休館日
  - 毎月月曜日（祝日の場合は開館し、翌火曜日が休館）
  - 祝日の翌日（土日、ゴールデンウィーク期間を除く）
  - 年末年始（12月29日 - 1月4日）
- 特別開館日（曜日・平祝日にかかわらず開館する日）
  - 毎月11日（震災の月命日）
  - 9月1日（防災の日）
  - 11月5日（世界津波の日）

入館料や語り部ガイド・防災セミナーなどの料金については下記の公式ウェブサイトを参照。

### アクセス
- JR東日本気仙沼線BRT 陸前階上駅から徒歩20分
- 無料駐車場あり